# Roman Erat
Roman Erat (* 12. květen 1979, Třebíč) je český bývalý hokejový útočník. Je bratrem dalšího hokejového útočníka Martina Erata. Nějvětší část kariéry strávil v dresu Třebíče. Mezi jeho další působiště patřily Znojmo, Havlíčkův Brod a Kometa Brno. V roce 2015 získal ocenění ve čtenářské anketě i od odborné poroty v anketě Sportovec Třebíče za rok 2015. Ve čtenářské anketě získal ocenění i za rok 2016.